# SuperTux

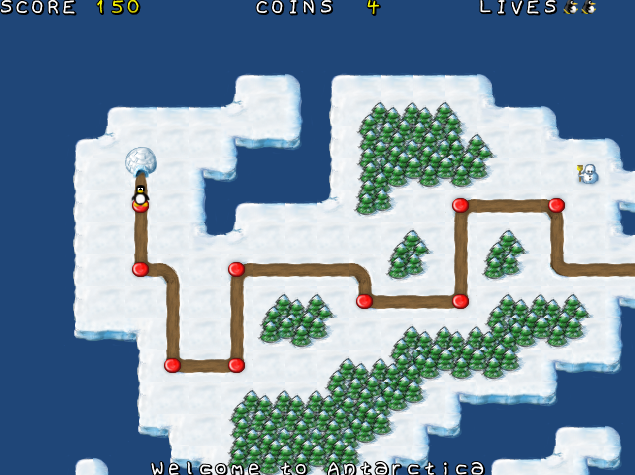
Карта ігрового світу

SuperTux — вільний класичний платформер на кшталт Super Mario Bros. Гра була створена Біллом Кендріком (Bill Kendrick), і зараз розробляється й підтримується командою SuperTux Development Team.
Головний герой гри — пінгвін Tux, символ Linux. Головне завдання — пройти усі рівні та заробити якомога більше очок. Дія гри відбувається у двох локаціях, що містять досить велику кількість рівнів — Антарктиду та Ліс. Також є додаткові карти, створені фанатами.
Гра має хорошу графіку і чудовий музичний супровід.
Версія 0.0.4 була створена у квітні 2003. Завдяки інтересу, проявленому The Linux Game Tome, (у березні 2004 SuperTux був відзначений званням «Гра місяця») гра досягла першої віхи, вона отримала досконалий ігровий світ, а також сюжет, схожий на Super Mario Bros.
Версія 0.1.1 вийшла у травні 2004. Вона включала основний ігровий світ (26 рівнів).
Версія 0.1.3 вийшла у липні 2005. Вона включала основний ігровий світ (26 рівнів) та два додаткових (22 й 28 рівнів, відповідно). Серед них були як офіційні рівні, так і зроблені гравцями. Зараз доступний джерельний код, а також скомпільовані версії для GNU/Linux, Mac OS X і Microsoft Windows, та неофіційні збірки для інших платформ.
Версія 0.3.0 (Milestone 1.9) вийшли 17 грудня 2006. Це була розроблювана версія, яка потім перейшла у версію 0.4 (Milestone 2.0). Серед нових функцій є:
- допрацьована система зіткнень;
- роздільна здатність 800×600;
- переклад і підтримка UTF-8;
- для поліпшення дій ворога додана скриптова мова Squirrel.

Версія 0.6.0 вийшла в грудні 2018. 
SuperTux працює в GNU/Linux, Mac OS X, Microsoft Windows; також працює на FreeBSD, BeOS, PlayStation Portable, Symbian OS, SdiOS, MotoMagx.
Поширюється SuperTux під ліцензією GNU General Public License

## Противники Tux'a

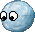
Стрибаючий сніжок
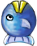
Рибка
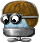
Кружляючий сніжок
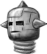
Стрибунець
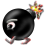
Бомбочка
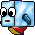
Крижинка
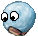
Сніжок
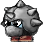
Їжачок